# Sādāt Fāz̧el-e Do
Sādāt Fāz̧el-e Do (persiska: سادات فاضل دو, Beyt-e Fīāy, Sādāt Fāz̧el-e 2, بیت فیای, سادات فاضل ٢) är en ort i Iran.   Den ligger i provinsen Khuzestan, i den centrala delen av landet, 500 km sydväst om huvudstaden Teheran. Sādāt Fāz̧el-e Do ligger 30 meter över havet och antalet invånare är 458.
Terrängen runt Sādāt Fāz̧el-e Do är mycket platt. Runt Sādāt Fāz̧el-e Do är det ganska tätbefolkat, med 144 invånare per kvadratkilometer. Närmaste större samhälle är Ḩalāf-e Yek, 19,8 km söder om Sādāt Fāz̧el-e Do. Trakten runt Sādāt Fāz̧el-e Do består till största delen av jordbruksmark.